# Cornelius Nepos

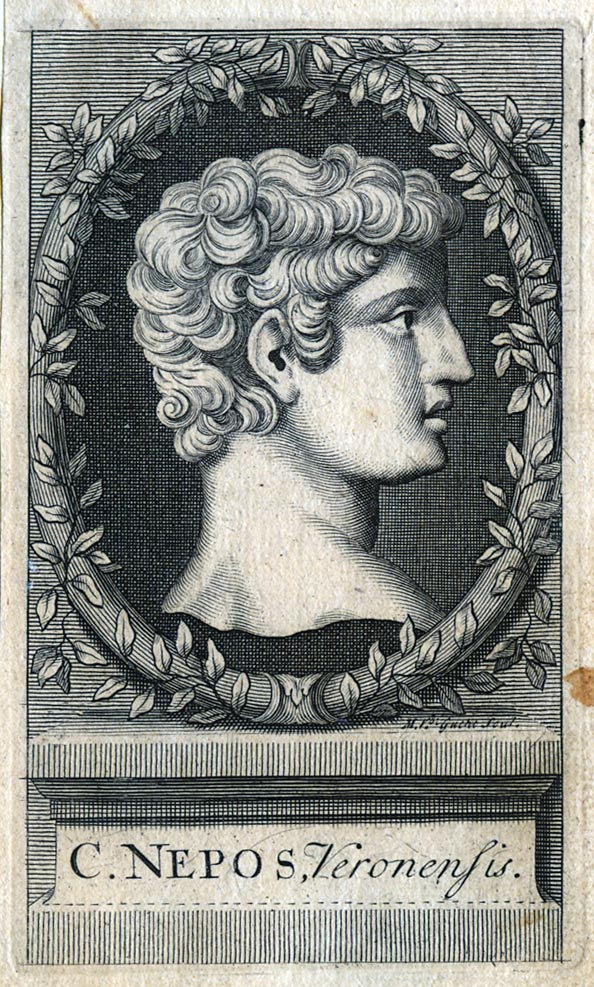
Konstnärlig tolkning av Cornelius Nepos

Cornelius Nepos, född cirka 100 f.Kr., död 24 f.Kr., var en romersk författare.
Han skrev inte särskilt stilfullt, utan hade ett mycket enkelt språk. Hans verk användes därför ofta i de latinska skolorna.
Cornelius Nepos skrev bland annat en världshistoria och en samling biografier, De viris illustribus (Om berömda män), av vilka de över grekiska fältherrar samt över Hannibal, Cato den äldre och Atticus är bevarade. Skalden Catullus tillägnade honom sin diktsamling. 

## Svenska översättningar
- Om the grekiska och andra förtreffeliga hjeltars lefwerne och bedrifter (Vitæ excellentium imperatorum) (översättning Nils Hufwedsson Dal, Stockholm, 1730)
- Namnkunniga fältherrars lefnadslopp (Vitae excellentium imperatorum) (anonym översättning, Stockholm, 1818)
- Utmärkta fältherrars lefnadslopp (Vitae excellentium imperatorum) (översättning N. W. Dahlström, Calmar, 1865)
- Utmärkta fältherrars lefnadslopp (översättning S. G. Dahl, Hierta, 1871)
- Utmärkta fältherrars lefnadslopp (översättning G. Svensson, Ad. Johnson, 1896)
- Ur berömda fältherrars levnadslopp (anonym översättning, Phoenix, 1919)
- Om berömda män (De viris illustribus) (översättning med kommentarer av Paavo Roos, Åström, 2005)